# Tobias
|  | No s'ha de confondre amb Tobies. |

Tobias és una població del Comtat de Saline (Nebraska, Estats Units d'Amèrica).

## Demografia
Segons el cens dels Estats Units del 2000 Tobias tenia 158 habitants, 65 habitatges, i 44 famílies. La densitat de població era de 234,6 habitants per km².
Dels 65 habitatges en un 30,8% hi vivien nens de menys de 18 anys, en un 58,5% hi vivien parelles casades, en un 6,2% dones solteres, i en un 32,3% no eren unitats familiars. En el 29,2% dels habitatges hi vivien persones soles el 10,8% de les quals corresponia a persones de 65 anys o més que vivien soles. El nombre mitjà de persones vivint en cada habitatge era de 2,43 i el nombre mitjà de persones que vivien en cada família era de 3,07.
Per edats la població es repartia de la següent manera: un 30,4% tenia menys de 18 anys, un 3,2% entre 18 i 24, un 21,5% entre 25 i 44, un 24,7% de 45 a 60 i un 20,3% 65 anys o més.
L'edat mediana era de 42 anys. Per cada 100 dones de 18 o més anys hi havia 100 homes.
La renda mediana per habitatge era de 36.607 $ i la renda mediana per família de 43.333 $. Els homes tenien una renda mediana de 26.625 $ mentre que les dones 23.333 $. La renda per capita de la població era de 13.017 $. Aproximadament el 5,6% de les famílies i el 4,3% de la població estaven per davall del llindar de pobresa.

## Poblacions més properes
El següent diagrama mostra les poblacions més properes.